# Cuộc đời như mơ
Cuộc đời như mơ (hay Vui vẻ và Nồng ấm theo tên gọi của VTV) (tiếng Hàn: 맨도롱 또똣; Romaja: Maendorong Ttottot) là phim truyền hình Hàn Quốc 2015 với sự tham gia của Yoo Yeon-seok và Kang So-ra. Phim phát sóng trên MBC từ ngày 13 tháng 5 cho đến 2 tháng 7 năm 2015 vào thứ tư và thứ năm lúc 22:00 gồm 16 tập. Đây là một trong top những bộ phim ngắn tập mặc dù lượt xem trên Đài không quá cao (MBC- Hàn Quốc) nhưng lại có lượng fan hâm mộ lớn tại Hàn Quốc và nhiều Quốc gia Châu Á, trong đó có Việt Nam. Nhiều diễn viên cũng trở nên nổi tiếng sau khi bước ra từ "Warm and Cozy".

## Nội dung
Vui vẻ và nồng ấm kể câu chuyện hài lãng mạn về tình yêu giữa một chàng trai và một cô gái khi vừa trải qua một cuộc tình đầy cay đắng. Hai trái tim tan vỡ tình cờ gặp nhau ở nhà hàng “Warm and Cozy” tọa lạc tại hòn đảo xinh đẹp Jeju. Thần tình yêu ngay lập tức đã chắp cánh và hồi sinh cho hai trái tim hòa cùng nhịp đập.
Chính tại nơi đây, bằng tình yêu đích thực, họ đã tìm được một nửa thực sự của cuộc đời mình và quan trọng hơn cả là học được cách trao cho nhau tình yêu chân thành và nồng ấm như chính tên gọi của nhà hàng, nơi đầu tiên họ gặp gỡ.
Lee Jung Joo (Kang So Ra) là một cô gái yếu đuối và dễ bị tổn thương, được ẩn giấu bên trong vỏ bọc vô cùng mạnh mẽ và cứng rắn.
Mặc dù đã làm việc chăm chỉ ở thành phố Seoul suốt 5 năm nhưng cô vẫn bị mất việc lẫn người yêu mà không biết rõ lý do. Lee Jung Joo quyết định dọn đến đảo Jeju xinh đẹp và bình yên để bắt đầu cuộc sống mới. Baek Geon Woo (Yoo Yeon Seok) là một chàng trai có ngoại hình đầy nam tính cùng giọng nói hút hồn và đầy sức thuyết phục. Cộng hưởng với tính cách chân thành, thẳng thắn, anh luôn chiếm được nhiều cảm tình của các cô gái trẻ.
Mặc dù là một chàng trai thông minh và có đủ yếu tố để lập nghiệp tại thủ đô náo nhiệt, nhưng Beak Geon Woo lại quyết định chuyển đến một nơi xa xôi vì muốn tránh xa cuộc sống khắc nghiệt nơi thành phố. Anh đã đến đảo Jeju mở một nhà hàng mang tên “Warm anh Cozy” và chính nơi đây đã giúp anh gặp được tình yêu của đời mình – Lee Jung Joo.
Jung Poong San (Jung Jin Young) là một sinh viên trường y, sau khi tốt nghiệp anh cảm thấy mình không hợp với ngành này nên quyết định đi du lịch vòng quanh thế giới và điểm dừng chân cuối cùng của anh chính là nhà hàng với cái tên ngọt ngào “Warm anh Cozy”.
Anh trở thành nhân viên nhà hàng và cũng chính nơi đây đã mang đến cho anh một người bạn vô cùng tuyệt vời, không ai khác đó chính là Beak Geon Woo.

## Tóm tắt chi tiết
Baek Gun Woo là con trai của một người phụ nữ giàu có, đa tình (Baek Se-Young) và Chủ tịch một tập đoàn lớn - Jin Tae-Young (người cha mãi cuối phim mới xuất hiện). Cậu sống với mẹ ở biệt thự tại Seoul, học trong trường Quốc tế; có hai anh chị đều là con của những ông chủ tập đoàn lớn hay diễn viên nổi tiếng (ba anh chị em đều khác cha). Vào năm 18 tuổi, Baek Gun Woo gặp Lee Jeong Joo tại buổi tiệc sinh nhật lần thứ 18 của mình. Lee Jeong Joo nghi ngờ cô và Gun Woo là hai anh em sinh đôi, cùng mẹ, khác cha - hi vọng điều đó là sự thật để cô cũng có cơ hội sống cuộc sống sung sướng của những người giàu có như Gun Woo nhưng sau đó bà Baek Se-Young đã phủ nhận khiến cô thất vọng. Sau đó, Baek Gun-Woo đi du học nước ngoài còn Lee Jeong Joo tiếp tục học và làm việc cho một công ty đồ lót. Một thời gian dài về sau, hai người gặp nhau ở đảo Jeju. Bấy giờ, Gun Woo mở một nhà hàng ở đảo Jeju, anh trở thành một bếp trưởng lãng tử, đẹp trai, tài năng, nấu ăn rất ngon. Lãng tử họ Baek yêu đơn phương một cô gái tên là Mok Ji Won - một cô gái kiêu kỳ, hống hách, chuyên cặp kè với các đại gia/người thừa kế. Jeong Joo bị bạn trai lừa dối, thất tình, cô chuyển đến đảo Jeju sống, quyết định mở quán café để kinh doanh. Gun Woo nhầm tưởng Jeong Joo bị ung thư nên đã đối xử rất tốt với cô làm cho Jeong Joo cảm động, lâu dần cô nảy sinh tình cảm với Gun Woo, trong khi Gun Woo vẫn yêu thầm Ji Won. Jeong Joo được Gun Woo cho mượn quán ăn của mình (Warm and Cozy) để kinh doanh, hai người sống cùng với nhau trên căn gác xép của quán (do xích mích giữa mình và anh trai nên Baek Gun Woo tạm thời không được sống trong tòa biệt thự của anh trai, bị khóa thẻ ngân hàng cho tới khi hai anh em làm hòa). Trong một lần xảy chân ngã xuống biển, anh trai Gun Woo - Chủ tịch một tập đoàn lớn - Song Jung Geun đã được một nữ thợ lặn Jeju cứu, sau này hai người nảy sinh tình cảm và tổ chức hôn lễ đúng vào ngày Gun Woo bỏ đi. Trong buổi tiệc khánh thành khu nghỉ dưỡng mới của anh trai, Gun Woo đã phát hiện ra Jeong Joo không bị bệnh nặng như anh lầm tưởng. Thế nhưng, sau đó, ngày qua ngày, tình cảm mà Gun Woo dành cho Jeong Joo càng sâu đậm. Tuy nhiên, Baek Gun-Woo là chàng trai bản chất vốn thích bông đùa nên chưa có cơ hội bày tỏ tình cảm của mình với Jeong Joo và trong nhiều tình huống, Gun Woo luôn khiến Jeong Joo hiểu nhầm. Trong thời gian đó, Baek Gun Woo lại phải đối đầu với “tình địch” - trưởng thôn Sorang (Hwang Wook) - một người rất thích Lee Jeong Joo. Đến khi lãng tử họ Baek quyết định chấm dứt hoàn toàn với Mok Ji Won để dành trọn trái tim cho Jeong Joo thì cũng là lúc Gun Woo biết rằng: bố của anh – Chủ tịch Jin Tae Young chính là người đã giết chết chồng quá cố của nữ thợ lặn Jeju, vợ sắp cưới của anh trai. Vì muốn mọi chuyện không vỡ lở, để anh trai và chị dâu có cuộc sống hạnh phúc, Gun Woo quyết định ra đi. Anh muốn đưa Jeong Joo theo nhưng bỏ lỡ nhiều cơ hội để bày tỏ, lại thêm Mok Ji Won phá nên Jeong Joo càng tuyệt vọng. Vì nghĩ cho Jeong Joo, không muốn người mình yêu phải đau khổ, phải theo những suy nghĩ bồng bột, cảm tính của mình; Baek Gun-Woo đã quyết định để lại tấm vé máy bay đã đặt sẵn cho Jeong Joo cùng kỷ vật của hai người lại Quán ăn Warm and Cozy - để người anh yêu ở lại Đảo Jeju. Ngày cưới của anh trai, Gun Woo ra đi, cũng là lúc Jeong Joo nhận ra tình cảm của Baek Gun Woo với mình bấy lâu nay. Cô cấp tốc ra Cảng Hàng không Quốc tế Jeju nhưng không kịp. 1 năm sau, Baek Gun Woo trở về, vẫn ấp ủ tình yêu với Lee Jeong Joo, hai người gặp nhau ở khu nghỉ dưỡng của anh trai Gun Woo, trong khi Jeong Joo đang bế một đứa bé, lúc ấy, Gun Woo gần như tuyệt vọng. Tuy nhiên, sau đó, anh phát hiện ra đứa bé ấy không phải là con của Jeong Joo. Anh bày tỏ tình cảm của mình với Jeong Joo trong nhà hàng Warm and Cozy, hai người chính thức trở thành người yêu. Cuối phim, sự thật rằng bố Gun Woo không giết chồng của nữ thợ lặn được sáng tỏ; Gun Woo quyết định không trở về New York thừa kế Tập đoàn của cậu ruột mà ở lại Jeju sống với Jeong Joo đến cuối đời. Một mối tình mới lại chớm nở giữa chị gái của Gun Woo (Cha Hee-Ra) - Giám đốc của Công ty Giải trí nổi tiếng với trưởng thôn Sorang - Hwang Wook.

## Phân vai
- Yoo Yeon-Seok vai Baek Gun-woo
- Kang So-ra vai Lee Jung-joo
- Kim Sung-oh vai Hwang Wook
- Seo Yi-an vai Mok Ji-won
- Lee Sung-jae vai Song Jung-geun
- Kim Hee-jung vai Kim Hae-shil
- Jinyoung vai Jung Poong-san[6]
- Lee Han-wi vai Gong Jong-bae
- Ok Ji-young vai Cha Hee-ra
- Kim Mi-jin vai Bu Mi-ra
- Lee Yong-yi vai Noh Bok-nyeo
- Gu Bon-im vai Go Yoo-ja
- Choi Sung-min vai Park Dong-soo
- Choi Jae-sung vai Jin Tae-yong
- Lee Joong-moon vai bạn trai cũ của Jung-joo
- Na Seung-ho
- Go Kyung-pyo vai Jung-min (tập 1-2)
- So Ji-sub vai Chủ nhà hàng Jeju (khách mời, tập 1)
- Muzie vai hàng xóm (khách mời, tập 2)
- Sam Okyere vai Sam (khách mời, tập 5-7)
- Seohyun vai Hwang Yura (khách mời, tập 13)
- Son Ho-jun vai Son Joon-hee (khách mời, tập 16)

## Ratings
Lượng người xem của "Vui vẻ và nồng ấm" tại Hàn Quốc không cao như kỳ vọng của nhà đài khi bộ phim chuẩn bị lên sóng. Rating cao nhất đạt 11.3%. Lý do lượng rating chưa nổi bật nằm ở tính chất của bộ phim. Một tác phẩm truyền hình không căng thẳng, không kịch tính; chỉ nhẹ nhàng, lãng mạn, xen chút hồi hộp cùng những cảm xúc đặc trưng của tình yêu thì dù cho kịch bản của một trong những "Bộ đôi biên kịch xuất sắc nhất xứ Hàn"  (Hong Mi Ran & Hong Jung Eun) có hấp dẫn như thế nào vẫn khó có thể địch lại với các "siêu phẩm căng thẳng đến nghẹt thở" ở các kênh đài khác. 
| Tập #      | Ngày phát sóng      | Bình quân khán giả | Bình quân khán giả   | Bình quân khán giả | Bình quân khán giả   |
| Tập #      | Ngày phát sóng      | TNmS Ratings       | TNmS Ratings         | AGB Nielsen        | AGB Nielsen          |
| Tập #      | Ngày phát sóng      | Toàn quốc          | Khu vực thủ đô Seoul | Toàn quốc          | Khu vực thủ đô Seoul |
| ---------- | ------------------- | ------------------ | -------------------- | ------------------ | -------------------- |
| 1          | 13 tháng 5 năm 2015 | 6.4%               | 7.8%                 | 6.3%               | 7.3%                 |
| 2          | 14 tháng 5 năm 2015 | 5.8%               | 7.5%                 | 5.6%               | 6.5%                 |
| 3          | 20 tháng 5 năm 2015 | 7.7%               | 10.1%                | 6.6%               | 7.5%                 |
| 4          | 21 tháng 5 năm 2015 | 6.7%               | 8.4%                 | 6.7%               | 7.4%                 |
| 5          | 27 tháng 5 năm 2015 | 7.7%               | 9.1%                 | 7.0%               | 7.7%                 |
| 6          | 28 tháng 5 năm 2015 | 7.8%               | 11.0%                | 7.5%               | 8.3%                 |
| 7          | 3 tháng 6 năm 2015  | 8.2%               | 9.8%                 | 7.0%D              | 8.1%                 |
| 8          | 4 tháng 6 năm 2015  | 7.6%               | 10.2%                | 7.6%               | 8.2%                 |
| 9          | 10 tháng 6 năm 2015 | 8.6%               | 10.9%                | 8.1%               | 8.8%                 |
| 10         | 11 tháng 6 năm 2015 | 8.5%               | 11.3%                | 8.8%               | 9.2%                 |
| 11         | 17 tháng 6 năm 2015 | 7.6%               | 10.3%                | 7.8%               | 8.7%                 |
| 12         | 18 tháng 6 năm 2015 | 7.5%               | 9.2%                 | 8.2%               | 9.0%                 |
| 13         | 24 tháng 6 năm 2015 | 7.1%               | 9.0℅                 | 7.5%               | 7.8℅                 |
| 14         | 25 tháng 6 năm 2015 | 7.2℅               | 9.2℅                 | 7.6%               | 8.6℅                 |
| 15         | 1 tháng 7 năm 2015  | 8.5℅               | 11%                  | 7.7℅               | 8.4%                 |
| 16         | 2 tháng 7 năm 2015  | 7.7℅               | 9℅                   | 7.6℅               | 8.3℅                 |
| Trung bình | Trung bình          | 7.5%               | 9.7%                 | 7.4%               | 8.1%                 |

## Đề cử và giải Thưởng
| Đài | Hạng giải          | Hạng mục đề cử                    | Đối tượng đề cử           | Kết quả   |
| --- | ------------------ | --------------------------------- | ------------------------- | --------- |
| MBC | MBC Awards         | Cặp đôi đẹp nhất                  | Yoo Yeon Seok & Kang Sora | Đề cử     |
| MBC | MBC Awards         | Nam diễn viên chính xuất sắc nhất | Yoo Yeon Seok             | Đề cử     |
| MBC | MBC Awards         | Top 10 Ngôi sao Truyền hình       | Yoo Yeon Seok             | Đoạt giải |
| MBC | MBC Awards         | Nữ diễn viên chính xuất sắc nhất  | Kang Sora                 | Đoạt giải |
|     | Korea Drama Awards | Ngôi sao Toàn cầu                 | Samuel Okyere             | Đoạt giải |

## Nhận xét
"Warm and Cozy" cuốn hút nhiều khách xem đài nhưng cũng khiến người xem nhiều phen mệt mỏi. Các tình tiết trong phim không phi hợp lý nhưng chưa có tính logic cao. Hơn nữa, vì bộ phim chủ yếu chỉ xoay quanh chuyện tình cảm của hai nhân vật chính nên các tình tiết có xu hướng làm thỏa mãn mong muốn của khán giả luôn luẩn quẩn, được cố ý xây dựng không rõ ràng, chỉ mãi đến gần cuối phim, khán giả mới cảm thấy hài lòng.
"Warm and Cozy" chưa được xem là siêu phẩm truyền hình ăn khách nhất nhì xứ Hàn nhưng cũng đã để lại nhiều ấn tượng bởi nội dung kịch bản hấp dẫn của bộ đôi chị em biên kịch Hong Mi Ran và Hong Jung Eun. Vẫn là motip tình yêu quen thuộc, vẫn là những rung động tuổi trẻ trước tình yêu. Thế nhưng, chính nét hài hước, lãng mạn, giản đơn ấy lại mang đến cảm giác thích thú cho người xem. Thêm nữa, dàn diễn viên nổi tiếng, trẻ đẹp như Yoo Yeon-Seok, Kang So-ra;... cùng cảnh đẹp đảo Jeju cũng góp phần làm nên thành công cho bộ phim.
Tuy còn khá nhiều "sạn" nhưng "Warm and Cozy" vẫn là bộ phim truyền hình lãng mạn/ hài hước đáng thưởng thức hàng đầu.

## Trình chiếu tại Việt Nam
Năm 2017, Đài Truyền hình Việt Nam mua bản quyền phát sóng bộ phim, chuyển ngữ và phát sóng (liên tiếp 2 tập/khung giờ) trên kênh VTV3, từ 17h15 tới 18h50 tất cả các ngày trong tuần kể từ ngày 6 tháng 1 đến hết ngày 16 tháng 1 với tên gọi Vui vẻ và nồng ấm. Bộ phim nhận được nhiều phản hồi tích cực từ khán giả, đặc biệt là giới trẻ Việt Nam với nhiều fan club của đôi nam nữ diễn viên chính được lập ra; nhiều hội/nhóm được mở để chia sẻ thêm về bộ phim trên mạng xã hội.

## Nhạc phim
| Tên bài hát          | Ca sĩ          | Thời lượng | Xếp hạng lượt nghe (Youtube) |
| -------------------- | -------------- | ---------- | ---------------------------- |
| Come a little closer | Hyorin         | 3:40       | Hạng Nhất                    |
| Thank U              | K.Will         | 3:24       | Hạng 2                       |
| Please don't be seen | Jubee          | 3:36       | Hạng 3                       |
| It's for you         | Son Seung-Yeon | 4:09       | Hạng 4                       |
| Jeju Hands           | V.A            |            |                              |
| Lala theme           | V.A            |            |                              |
| Funning Guitar       | V.A            |            |                              |
| I mising you         | V.A            |            |                              |
| In deserted house    | V.A            |            |                              |
| Broken heart         | V.A            |            |                              |
| Sea of love          | V.A            |            |                              |
| Falling              | V.A            |            |                              |